# Pultenaea graveolens
Pultenaea graveolens là một loài thực vật có hoa trong họ Đậu. Loài này được Tate miêu tả khoa học đầu tiên.